# Бикерниекский мемориал
Би́керниекский мемориал (латыш. Biķernieku memoriāls) — мемориал жертвам Холокоста в Бикерниекском лесу (Рига, Латвия). Создан в 2001 году.

## История

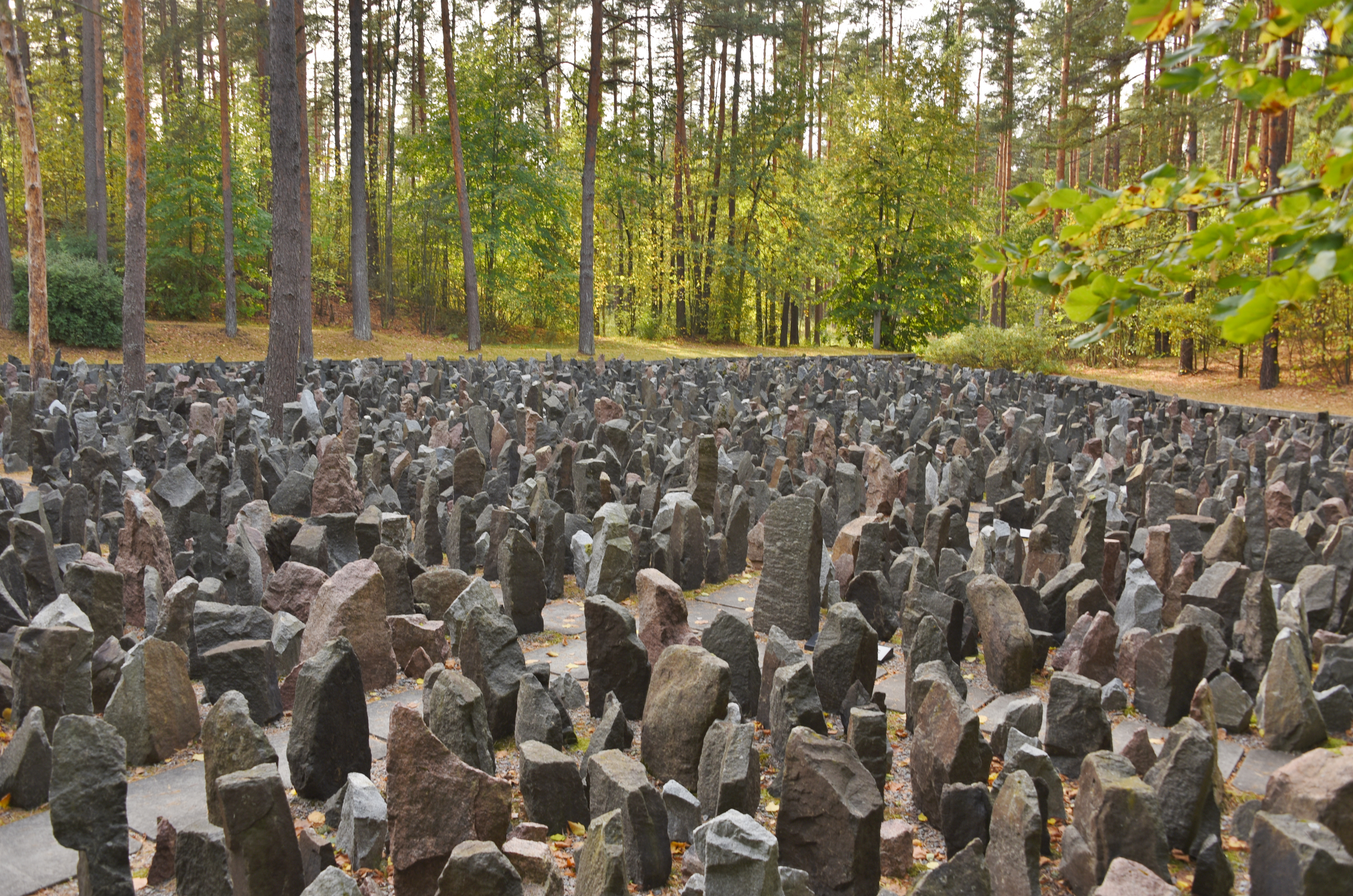
Фрагмент мемориального комплекса

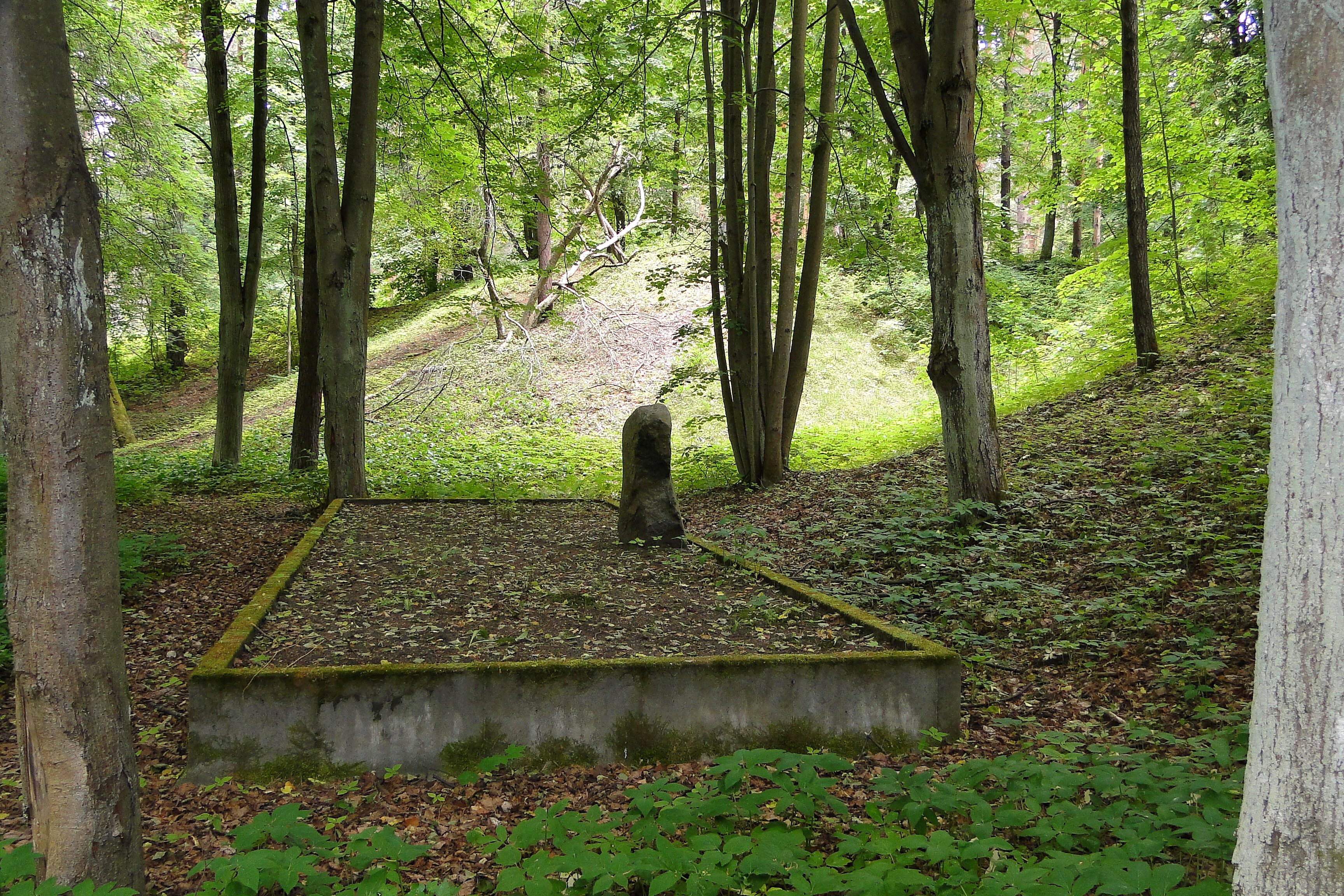
Одна из братских могил
на территории Бикерниекского леса

По данным Чрезвычайной комиссии по расследованию нацистских преступлений, с 1941 по 1944 год в Бикерниекском лесу было расстреляно около 46 500 человек, из них 20 тысяч евреев. Всего в лесу обнаружено, по разным данным, 55 или 57 массовых захоронений. Это крупнейшее захоронение жертв массовых убийств нацистским режимом в Латвии.
В 1960-е годы в лесу установили лишь простую мемориальную доску, а места захоронений обозначили бетонными блоками. На мемориальной доске говорилось, что в этом месте погибло 46 500 советских граждан, ставших жертвами фашизма, но без упоминания национальности погибших, что в целом было характерно для советской политики. Территория находилась в запущенном состоянии, порядок наводили только к государственным праздникам, когда планировалось возложение венков.

## Архитектура
Мемориальный комплекс был разработан рижским институтом «Коммуналпроект» в 1986 году.
Руководитель проекта — архитектор, инженер Сергей Рыж (1947 г. р.), выпускник Уральского государственного архитектурно-художественного университета.
Архитекторы — Галина Алсина, Инета Витола, Марис Галаровскис, Галина Лобашёва. Дендролог — Вия Янсоне.
Открытие мемориала состоялось 30 ноября 2001 года. В церемонии приняла участие президент Латвии Вайра Вике-Фрейберга, а представители дипломатического корпуса, иностранные гости, высокопоставленные латвийские чиновники и представители местной еврейской общины. На церемонии в мемориальный камень замуровали капсулы с именами жертв.
В центре мемориального ансамбля находится куб из чёрного гранита, на четырёх гранях которого высечены слова из «Книги Иова» на четырёх языках — русском, латышском, иврите и немецком — «Земля, не закрой крови моей, и да не знает покоя мой вопль. ИОВ 16;18». Мемориальный комплекс, окруженный тысячами необработанных гранитных камней, напоминает традиционное еврейское кладбище. В такой же стилистике «живых камней» сделан мемориал в Румбуле, открытый в 2002 году.
Поддержку в осуществлении проекта оказали ряд немецких и австрийских организаций.